# 1985年の相撲
1985年の相撲（1985ねんのすもう）は、1985年の相撲関係のできごとについて述べる。

## アマチュア
- 8月4日、わんぱく相撲全国大会が初開催。（前身となるわんぱく相撲東京場所と併催）[1]

## 大相撲

### できごと
春日野理事長の意向で、力士のレコード発売やCM出演等の副業が原則的に禁止された。
- 1月、1月場所から両国国技館が開場。入場料値上げ。初日、昭和天皇観戦。3日目、横綱北の湖引退、一代年寄北の湖。8日目、当時の皇太子夫妻が観戦。
- 2月、大関若嶋津と歌手の高田みづえが婚約。
- 3月、寺尾新入幕。逆鉾との兄弟同時幕内入幕は1794年（寛政6年）11月谷風、達ヶ関以来191年ぶり2組目。元関脇富士櫻引退、年寄中村襲名。学生相撲の明治大学綛田、日本大学小林改め小林山幕下付出。
- 5月、春日野理事長還暦土俵入り。3日目、大潮が通算出場1655回とし、史上1位。7日目より琴風休場し、大関から陥落決定。8日目、昭和天皇観戦。テレビ朝日系列『OH!相撲』放送開始。
- 6月、アメリカ公演。
- 7月、7月場所14日目、青葉城が通算連続出場を1543回とし史上1位。場所後の番付編成会議で大乃国が大関昇進。
- 9月、9月場所8日目、昭和天皇観戦。元前頭2枚目琴若廃業。27日、若嶋津と高田みづえの結婚披露宴。
- 10月、9代三保ヶ関死去、65歳。立田山親方(元大関大内山)死去、59歳。
- 11月、元大関琴風引退、年寄尾車襲名。新年度からの給与、優勝賞金、褒賞金アップ決定。場所後の番付編成会議で北尾が大関昇進。デビッド・ジョーンズが園遊会出席（その際に、昭和天皇がパンアメリカン杯の存続に言及）。
- 12月、北の湖部屋独立、江東区清澄で部屋開き。

### 本場所
- 一月場所（両国国技館・13日～27日）
幕内最高優勝 : 千代の富士貢（15戦全勝,11回目）
　殊勲賞-保志、敢闘賞-出羽の花、水戸泉、技能賞-北尾
十両優勝 : 寺尾節男（12勝3敗）
- 三月場所（大阪府立体育館・10日～24日）
幕内最高優勝 : 朝潮太郎（13勝2敗,初）
　殊勲賞-北尾、敢闘賞-佐田の海、技能賞-旭富士
十両優勝 : 玉龍大蔵（12勝3敗）
- 五月場所（両国国技館・12日～26日）
幕内最高優勝 : 千代の富士貢（14勝1敗,12回目）
　殊勲賞-大乃国、敢闘賞-小錦、技能賞-花乃湖
十両優勝 : 寺尾節男（12勝3敗）
- 七月場所（愛知県体育館・7日～21日）
幕内最高優勝 : 北天佑勝彦（13勝2敗,2回目）
　殊勲賞-北尾、敢闘賞-大乃国、技能賞-北尾、保志
十両優勝 : 益荒雄広生（10勝5敗）
- 九月場所（両国国技館・8日～22日）
幕内最高優勝 : 千代の富士貢（15戦全勝,13回目）
　殊勲賞-北尾、敢闘賞-琴ヶ梅、技能賞-旭富士
十両優勝 : 薩洲洋康貴（10勝5敗）
- 十一月場所（福岡国際センター・10日～24日）
幕内最高優勝 : 千代の富士貢（14勝1敗,14回目）
　殊勲賞-北尾、敢闘賞-小錦、技能賞-保志
十両優勝 : 若瀬川泰二（10勝5敗）
- 年間最優秀力士賞（年間最多勝）：千代の富士貢(80勝10敗)

## 誕生
- 3月10日 - 土佐豊祐哉（最高位：前頭筆頭、所属：時津風部屋、年寄：時津風）[2]
- 3月11日 - 白鵬翔（第69代横綱、所属：宮城野部屋）[3]
- 4月30日 - 希善龍貴司（最高位：十両11枚目、所属：木瀬部屋→北の湖部屋→木瀬部屋）[4]
- 5月6日 - 誉富士歓之（最高位：前頭6枚目、所属：伊勢ヶ濱部屋、年寄：楯山）[5]
- 6月7日 - 北勝国英明（最高位：十両6枚目、所属：八角部屋）[6]
- 7月18日 - 明瀬山光彦（最高位：前頭12枚目、所属：木瀬部屋→北の湖部屋→木瀬部屋、年寄：井筒）[7]
- 7月29日 - 隠岐の海歩（最高位：関脇、所属：八角部屋、年寄：君ヶ濱）[8]
- 8月10日 - 鶴竜力三郎（第71代横綱、所属：井筒部屋→陸奥部屋、年寄：音羽山）
- 10月14日 - 木村秀朗（十両格行司、所属：春日野部屋→千賀ノ浦部屋→常盤山部屋）
- 11月22日 - 出羽鳳太一（最高位：十両10枚目、所属：出羽海部屋）[9]

## 死去
- 1月4日 - 伊勢ノ濱寅之助（最高位：前頭6枚目、所属：根岸部屋→中立部屋→二子山部屋→出羽海部屋、* 1902年【明治35年】）[10]
- 1月26日 - 松ノ里直市（最高位：前頭3枚目、所属：出羽海部屋、* 1909年【明治42年】）[11]
- 5月13日 - 栃ノ峯甚一郎（最高位：十両8枚目、所属：春日野部屋、* 1907年【明治40年】）
- 7月7日 - 大浪妙博（最高位：前頭3枚目、所属：高島部屋、* 1908年【明治41年】）[12]
- 7月10日 - 高瀬山清（最高位：十両17枚目、所属：若松部屋→西岩部屋→若松部屋、世話人：宮坂、* 1930年【昭和5年】）
- 8月22日 - 國光鉄太郎（最高位：十両2枚目、所属：楯山部屋→伊勢ヶ濱部屋、* 1910年【明治43年】）
- 10月21日 - 増位山大志郎（最高位：大関、所属：三保ヶ関部屋→出羽海部屋、* 1919年【大正8年】）[13]
- 11月1日 - 大内山平吉（最高位：大関、所属：双葉山道場→時津風部屋、年寄：立田山、* 1926年【大正15年】）[14]
- 12月2日 - 大蛇川覚（最高位：十両4枚目、所属：二所ノ関部屋、* 1938年【昭和13年】）

## 作品
- 「どすこい！大五郎 高見山物語 ジェシーふり向かないで」（フジテレビ） - 2月7日放送のテレビドラマ。東関（元高見山）・朝潮が出演。